# Gozdna dobrina
Gozdna dobrina je strokovni izraz za koristi in pridobitve, ki izvirajo iz gozda. Človek gozdne dobrine izrablja za zadovoljevanje materialnih potreb in za svoje sobivanje v naravnem okolju.
Gozdne dobrine so lahko materialne in nematerialne. Materialne dobrine so gozdni proizvodi, zlasti les. Materialne dobrine so predmet gospodarjenja. Gospodar, oziroma lastnik jih pridobiva iz gozda in z njimi razpolaga. 
Nematerialne so duhovne dobrine, tudi okolje-tvorne dobrine. Izvirajo iz integralne posebnosti gozdnega ekosistema, oziroma njegove sposobnosti, da samodejno ustvarja in ohranja samega sebe v stabilnem ravnovesju. S to lastnostjo tvori ugodno naravno okolje, z blagodejnim vplivom na človeka.
Pridobivanje in materialne dobrine so človekova potreba, okolje-tvorne so eksistenčna nujnost. Omogočajo, tako obstoj gozda, kot tudi človeka. Zaradi tega dejstva, gozd v razvitih družbah, pojmujejo in upoštevajo kot veliko vrednoto, kot nacionalno bogastvo.
V gozdarstvu se za pojem dobrina, uporablja tudi izraz funkcija gozda. Proizvodna funkcija pomeni pridobivanje gozdnih proizvodov. Izraza ekološka in socialna funkcija opozarjata na nematerialen pomen gozda. Ekološka funkcija, na pomen ohranjanja gozda in okolja, socialna pa na aspekte širšega pomena gozda za človeka in družbo (rekreacija, oddih, estetska doživetja). 